# Villa rustica de la Gârla Mare
Villa rustica este situată în apropierea localității Gârla Mare din județul Mehedinți, pe prima terasă a malului stâng al Dunării, la km fluvial 840. 

## Legături exerne
- Roman castra from Romania (includes villae rusticae) - Google Maps / Earth Arhivat în 5 decembrie 2012, la Archive.is